# 咒棗記
《咒棗記》全稱《唐代薩真人得道咒棗記》為明代小說家鄧志謨編篡而成的神魔小說，約成書於明萬歷三十一年(西元1603年) 余氏萃慶堂刊本，共二卷十四回。作者依據《搜神記》改編而成的，非真實人物傳記故事。故事主要描述主人翁薩守堅，過去、現在、未來三世為人行善，最後修煉成仙的故事。

## 內容概述
故事以主人翁薩守堅為主軸，描述其三世為人積善學道，升飛成仙的故事。
- 第一世為屠夫吳成，屠殺牛羊無數，三十歲以後，念佛從善，再不殺生。
- 第二世托生到富貴人家，名叫陸右。擁有坐懷不亂的品德，拾金不昧，幫助老弱病殘。
- 第三世轉世為薩守堅。其心地善良，常常助人，最後走上學道這條路。他不辭辛苦，千里尋師，其虔誠感動了三位修道仙人，化身於途中迎接。其一師葛仙，教以咒棗，日咒九枚，食三枚而不飢。其二師王偳師，受棕扇一柄，不但能治疾病，而且可使猝死復生。其三師張仙師，傳以五雷之法，可駟邪懾崇。此後，薩真人以咒棗為食，為民扇疾救死，降妖伏怪，為民除害，行善修道，最後成為仙人。故事意旨在規勸人們改過向善的道家思想[3][4]。

## 目錄
- 第一回　　　總敘天地間人品　薩真人前身修緣
- 第二回　　　薩君入衙門為吏　薩君為醫誤投藥
- 第三回　　　薩君秉誠心修道　三神仙傳授法術
- 第四回　　　薩君沿途試妙法　薩君收伏惡顛鬼
- 第五回　　　至上清見張天師　參符錄奏名真人
- 第六回　　　王惡收攝猴馬精　真人滅祭童男女
- 第七回　　　真人火燒廣福廟　城隍命王惡察過
- 第八回　　　王惡察真人過失　真人還客商明珠
- 第九回　　　李瓊瓊不守女節　薩真人遠絕女色
- 第十回　　　薩真人殮老惜幼　用雷火驅治疫鬼
- 第十一回　　薩真人往酆都國　真人遍遊地府中
- 第十二回　　陰司立賞善行台　真人遊賞善分司
- 第十三回　　薩真人游遍地獄　關真君引回真人
- 第十四回　　真人建西河大供　虛靖保真人上升